# Pat Hawes
Patrick Vernon „Pat“ Hawes (* 29. Juli 1928 in Stanmore, Middlesex; † April 2017) war ein britischer Musiker (Piano, auch Komposition), der in der Traditional-Jazz-Szene tätig war.

## Leben und Wirken
Hawes erhielt ab dem Alter von elf Jahren Klavierunterricht. Er studierte von 1946 bis 1948 am Goldsmith’s College in London. Ab 1946 spielte er bei den Jelly Roll Kings des Kornettisten John Haim. 1947 arbeitete er mit Humphrey Lyttelton. Während seines Militärdienstes in der Royal Air Force gehörte er zur Crane River Jazz Band (u. a. mit Ken Colyer und John R. T. Davies). Nach Beendigung seines Militärdienstes 1951 schloss er sich den Christie Brothers’ Stompers an. Mit Keith Christie und dessen Stompers begleitete er 1952 den Bluesmusiker Big Bill Broonzy. Dann gehörte er zu den Memphis All Star Seven Jazzbands von Cy Laurie und von 1954 bis 1957 zur Jazzband von Schlagzeuger Dave Carey, mit der ebenfalls Aufnahmen entstanden.
Mit der Rhythmusgruppe des Letztgenannten als Begleitband nahm Hawes 1956 eine LP für das Tempo-Label auf, darauf die Jazznummern „Jive at Five“ und „The Sheik of Araby“. Im Folgejahr nahm Doug Dobell (1917–1987), der auch das Schallplattengeschäft auf der Charing Cross Road in London betrieb, das Album Doug Dobell Presents Pat Hawes and His Band gleichfalls im 10-Zoll-Format auf. Hawes (der damit der erste britische Pianist war, der eine ganze LP einspielte), konnte wie Jelly Roll Morton spielen, um im nächsten Moment zu Duke Ellingtons Stil zu wechseln.
Mit Cuff Billett, Dave Green und Barry Martyn wirkte Hawes 1966 an der LP The Legendary London Sessions von  Captain John Handy mit; 1969 entstanden Aufnahmen mit Albert Nicholas und dem John Defferary Jazztet für George Bucks GHB Records. In den 1970er- und 1980er-Jahren tourte er weiterhin mit Ken Colyers Allstar Jazz Band und der Crane River Jazz Band. Weiterhin war er Mitglied von Hot Stuff, der Magna Jazz Band und spielte von 1993 bis 1998 mit Bryan White. Bis in die frühen 2000er-Jahren war er als Musiker und Bandleader aktiv. Im Bereich des Jazz war er laut Tom Lord zwischen 1946 und 2000 an 75  Aufnahmesessions beteiligt.

## Diskographische Hinweise
- Pat Hawes with Dave Carey's Rhythm (Tempo Records, 1956, mit Bob Mack, Eric Starr, Dave Carey)
- Doug Dobell Presents Pat Hawes and His Band (77 Records, 1957, mit Ken Reece, Pete Webb, Harry Salisbury, Brian Parker, Tony Ward)
- Pat Hawes & The British All-Stars: Here Come the Brits! (1996, mit Ken Pye, Paul Munnery, Frank Brooker, Sarah Spencer, Dave Brennan, Annie Hawkins, Dion Cochrane)
- Pat Hawes & Sarah Spencer: Live at the Bull at Barnes 1996 (1996)
- That Salty Dog (Jazz Crusade, 2000, mit Alan Elsdon, Mike Pointon, Goff Dubber, John Rodber, Rex Bennett)[4]